# 封门村
封门村，又名风门村，位于河南省焦作市沁阳市郊外山区，位处太行山山脉与华北平原交接处。1981年起至2007年，该村居民已陆续搬迁至平原居住。

## 概述
2008年左右，因户外运动爱好者的发现，以及網民在互联网论坛上声称此处存在灵异事件，引起传播关注，被称为“鬼村”、“中国第一鬼村”。
经河南电视台等单位考察走访，当地自然保护局、该村原居民等表示其为经济移民，搬迁的主要原因是水源、教育、交通方面的困难。
不过因探案悬疑类文化所需，有不少相关的作品，并仍不断有探险者、抖音直播主等前往。

## 网传现象
“驴友”们所称的“灵异事件”主要有，一是拍摄发现镜头竟然拍到了一个奇异的脸，二是村中神秘棺材的消失，三是村里的太师椅谁坐谁死。

## 作品

### 电视节目
该村被全国多家电视台作为素材制作节目，下列部分省台及央视
- 江苏卫视《证明》，探秘河南焦作封门村[3]
- 江西卫视《经典传奇》，恐怖的中国第一鬼村 封门村[4]
- CCTV10 科教频道
  - 《地理·中国》，古村疑云
  - 《走近科学》
- 优酷网《纪实：自然志》，中国第一鬼村的秘密 封门村[5]

### 电影
《封门村》
《封门诡影》
《枕边有张脸》、《枕边有张脸2》

### 其他
- 网络小说
  - 《我家住在封门村》、《勿入封门村》
- 漫画
  - 《荒村直播》封门村的恐怖直播！[10]